# Jim López
Alejandro Galán, pseud. Jim López (ur. 6 lipca 1912 w Buenos Aires, zm. 20 kwietnia 1979 w São Paulo) – argentyński trener piłkarski.

## Kariera trenerska
Karierę szkoleniowca rozpoczął w 1937 roku. Trenował kluby Estudantes-SP, Hespanha-SP, Ypiranga-SP, Portuguesa, SE Palmeiras, São Paulo, Ponte Preta, Independiente, River Plate, Corinthians Paulista, Rosario Central, Gimnasia y Esgrima, CA Los Andes, Colón, Vélez Sársfield, Newell’s Old Boys, Olhanense i Juventus-SP.
W 1962 i 1967 prowadził reprezentację Argentyny.
Zmarł 20 kwietnia 1979 w São Paulo.

## Sukcesy i odznaczenia

### Sukcesy trenerskie
Palmeiras
- mistrz Campeonato Paulista: 1950
- zdobywca Taça Cidade de São Paulo: 1950

Portuguesa
- zdobywca Torneio Rio-São Paulo: 1952

São Paulo
- mistrz Campeonato Paulista: 1953

Argentyna
- zdobywca Copa Carlos Dittborn: 1962

Los Andes
- mistrz Primera B Nacional Argentina: 1967